# Floscaldasia
Floscaldasia é um género botânico pertencente à família Asteraceae.

## Espécies
- Floscaldasia azorelloides - Equador
- Floscaldasia hypsophila - Colombia